# María Muñoz Vidal
María Muñoz Vidal (Valencia, 27 de abril de 1978) es una abogada y economista, diputada en el Congreso de los Diputados por el Partido Ciudadanos en representación de la Provincia de Valencia.

## Biografía
Nacida en Valencia, sacó la carrera de Derecho en la Universidad de Valencia, obteniendo un posgrado de Derecho Urbanístico en la misma Universidad, contando con otros estudios superiores como un máster en Gestión Patrimonial y Banca Privada en la CEU San Pablo.
Es miembro de la Europan Financial Planning Association en España, entidad donde el economista Daniel Lacalle también se encuentra. Ha sido Directora Comercial de MyInvestor, encargada de las finanzas. Cercana al círculo del líder económico de Ciudadanos Luis Garicano. Colaboradora habitual de la Brújula de Onda Cero, siendo la experta económica a la que recurría el programa radiofónico.
Su primera aparición en la esfera de Ciudadanos vino en un acto de la Plataforma España Ciudadana, en la ciudad de Valencia junto al candidato a la presidencia de la Generalidad Valenciana Toni Cantó y al Presidente de Ciudadanos Albert Rivera. Poco después se confirmaría su presentación a las primarias del partido en dicha circunscripción, obteniendo el apoyo de la militancia.
Muñoz obtuvo el acta en las Elecciones generales de España de abril de 2019 junto a otros dos diputados por Valencia. Sin embargo no pudo materializar ninguna investidura por lo que se tuvo que volver a las urnas a los seis meses, donde Ciudadanos cosechó un fracaso electoral contundente, perdiendo 47 escaños, salvando únicamente diez representantes, ella entre los elegidos. María Muñoz se convertía en la voz económica de Ciudadanos en el Congreso con la salida de Marcos de Quinto del Congreso y en una de las personas con más fuerza dentro del equipo de Inés Arrimadas.
Dentro de Ciudadanos, Albert Rivera la nombró miembro de su Ejecutiva el 29 de julio de 2019, a pesar de no contar con los meses necesarios para poder formar parte del Comité Nacional, al igual que Marcos de Quinto o Edmundo Bal. Con la dimisión de Albert Rivera como Presidente de Ciudadanos se convocó la V Asamblea General de Ciudadanos, donde María Muñoz se encontraba dentro del equipo de Inés Arrimadas saliendo electa como Presidenta de Ciudadanos y entrando en la Ejecutiva Nacional. Además fue elegida miembro del Comité Autonómico de Ciudadanos en la Comunidad Valenciana.